# Cirkulární ekonomika

Rozdíl mezi lineární a cirkulární ekonomikou

Cirkulární ekonomika (též oběhové hospodářství – například v právu EU) je koncept, který je integrální součástí udržitelného rozvoje. Zabývá se způsoby, jak zvyšovat kvalitu životního prostředí a lidského života pomocí zvyšování efektivity produkce.
Klíčové je, aby používané materiály byly navzájem odděleny do dvou nezávisle cirkulujících okruhů, jež se řídí rozdílnou logikou. První operuje s látkami organického původu, které jsou snadno odbouratelné a není u nich proto problém navrátit je zpět do biosféry. Druhý operuje se syntetickými látkami, jež by měly být do produktů vkládány tak, aby bylo možné je z nich následně extrahovat a opět použít, a nebylo tak nikdy nutné je do biosféry navracet.
Kritici[kdo?] však namítají, že z energetického hlediska by to znamenalo porušit druhý termodynamický zákon. Žádný cyklus nemůže být stoprocentně účinný (perpetuum mobile druhého druhu), takže každá cirkulární ekonomika je i trochu lineární ekonomikou.

## Počátky
Počátky tohoto pojmu jsou spojeny s knihou německého chemika Michaela Braungarta a amerického architekta Williama McDonougha Cradle to Cradle: Remaking the Way We Make Things (Od kolébky ke kolébce: jak změnit způsob, jakým vyrábíme věci) z roku 2002.

## Změna vnímání produkčního řetězce

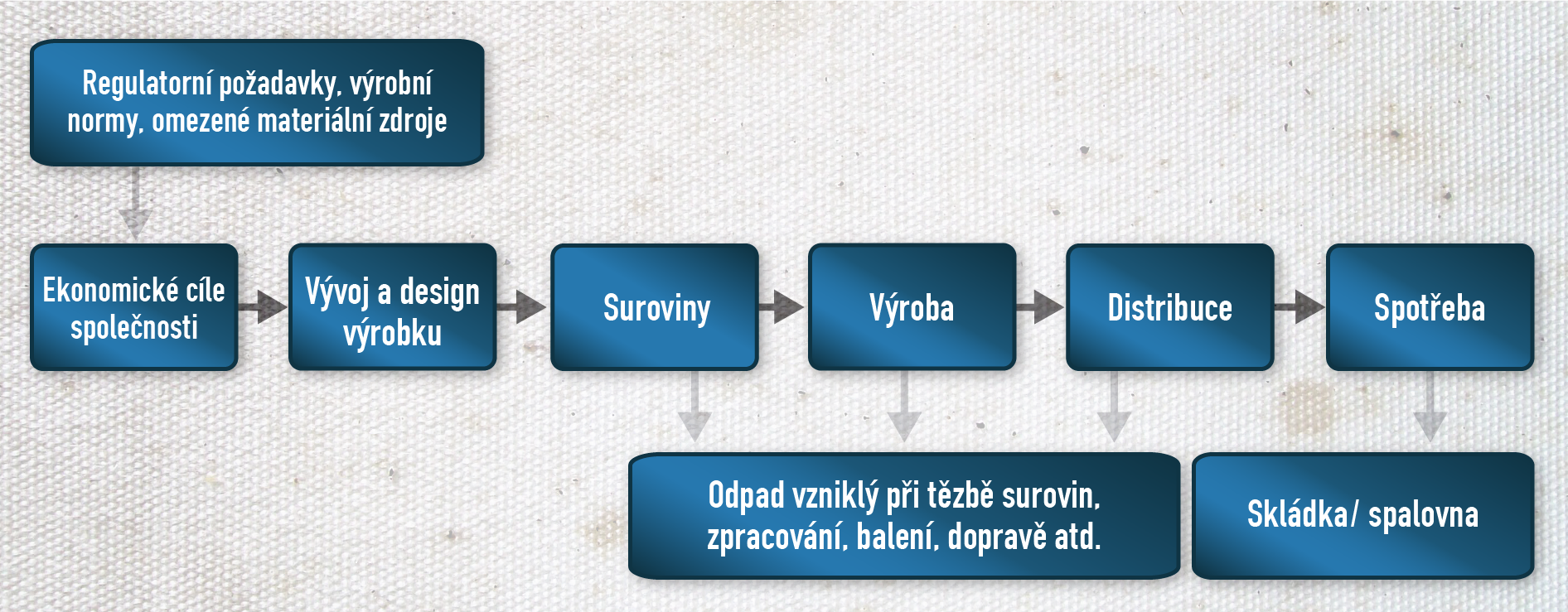
Produkční řetězec podle konvenčního produkčního schématu

Zásadní roli hrají logistické řetězce (jejich struktura a realizace, včetně výrobní logistiky, dopravy a skladování) a logistické cykly včetně recyklace.
Metodou posuzování životního cyklu není obtížné dojít k závěru, že pokračovat s tradiční produkční koncepcí Cradle to Grave (Od kolébky do hrobu), která vychází z lineárního produkčního řetězce, není cestou k dosažení udržitelného průmyslu. V tomto modelu vzniká odpad jak na konci řetězce v podobě použitého výrobku, tak v průběhu výrobního procesu. Tím mohou být třeba zplodiny vzniklé při transportu nebo rafinaci, přebytky výroby nebo obaly.

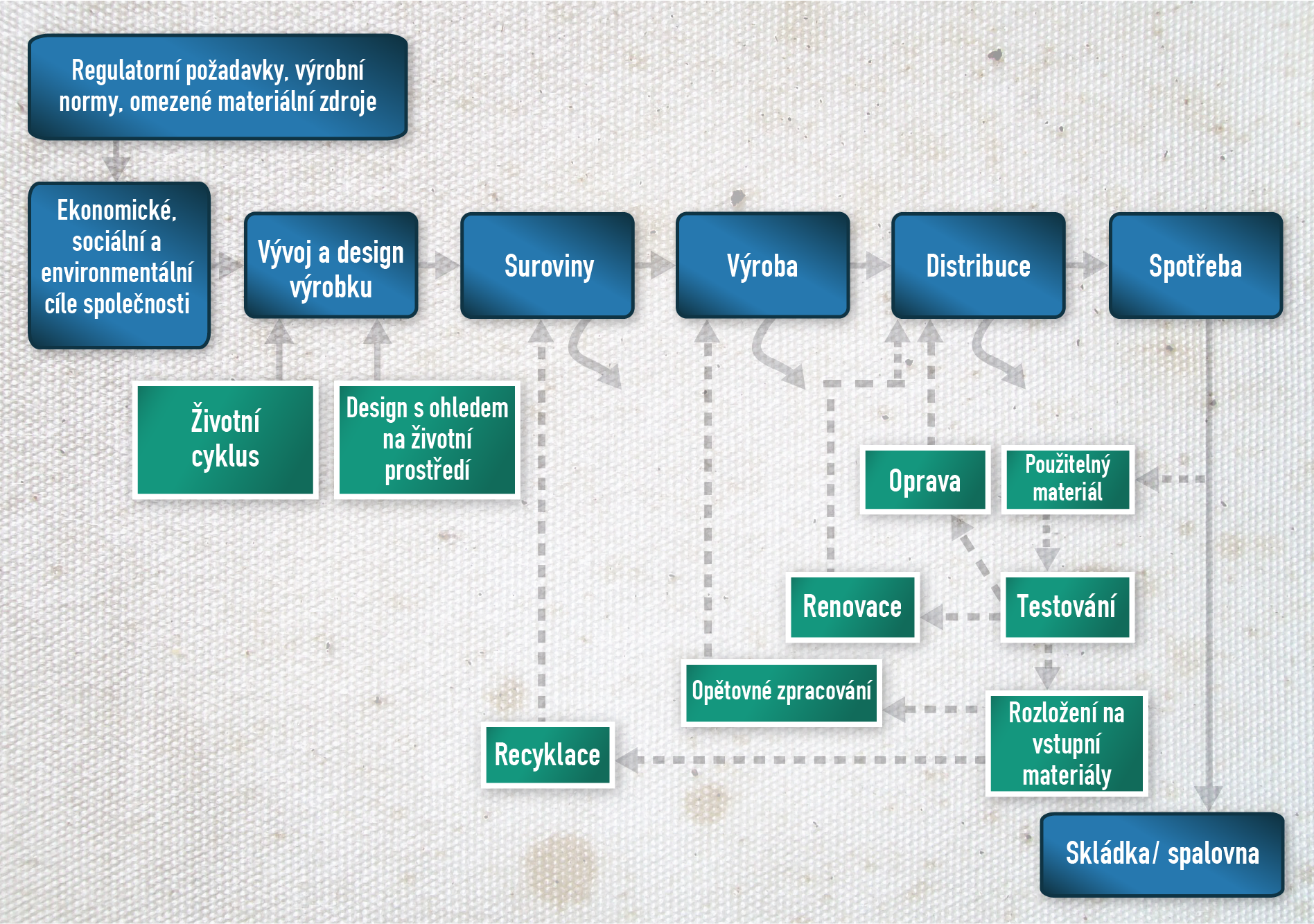
Zelený produkční řetězec

Design výrobku v produkčním řetězci podle zásad Cradle to Cradle by měl zohledňovat environmentální šetrnost, možnost rozebrání na jednotlivé materiály a zdravotní nezávadnost prvotního produktu. Jednotlivé součástky musí být možné snadno přeměnit zpět na zdrojovou surovinu, z níž lze vyrobit výrobek o srovnatelné kvalitě jako byl ten původní.

## Základní principy

### Změňme odpady v suroviny
Odpad v podstatě neexistuje. Biologické i technické komponenty produktu jsou navrženy záměrně tak, aby mohly cirkulovat, aby je bylo možné rozložit na suroviny a znovu použít. Látky biologického původu nejsou toxické, a mohou být proto kompostovány. Syntetické látky jsou navrženy tak, aby mohly být užity znova při spotřebě minimálního množství energie.

### V rozmanitosti je síla
Adaptabilita je v rychle se měnícím světě stále větší předností. Abychom dosáhli cirkulární ekonomiky, musíme se soustředit na výrobu produktů s delší životností, které bude možné snadno modifikovat a opravit. Za zmínku stojí i strategie emočně trvanlivého designu. Systémy produkující rozmanité výrobky a materiály v široké škále velikostí a variant jsou odolnější náhlým změnám, než systémy postavené čistě na efektivitě.

### Energie z obnovitelných zdrojů
Nelze uvažovat v parametrech cirkulární ekonomiky, pokud tempo, kterým čerpáme zdroje, vyváří nejistotu, zda pro budoucí generace budou moci existovat v rámci stejných produkčních a spotřebních parametrů. Je potřeba čerpat energii ze Slunce, které svítí právě teď, větru, který právě vane nebo z geotermálních zdrojů.

### Harmonický rozvoj sociální, ekonomické a environmentální oblasti
Nezbytností je schopnost uvažovat v dlouhodobém horizontu a být schopni dávat různé jevy do souvislosti. Společnost se musí rozvíjet nejen s ohledem na ekonomickou stránku, ale také brát ohled na kvalitu života a environmentální ochranu.
Cirkulární ekonomika zpochybňuje způsob lineárního uvažování, který říká, že výsledek procesu musí být vždy uměřený vstupu. Upozorňuje na to, že jakékoli přírodní systémy jsou schopné se evolučně vyvíjet pozitivním směrem. Hovoříme pak o biomimetickém aspektu cirkulární ekonomiky, napodobujeme přírodu co do efektivity využívání zdrojů a vytváření udržitelných ekosystémů.
Porozumění systému je klíčové, pokud chceme v rámci takového systému provádět změny. Ignorování nebo špatná interpretace trendů, procesů, fungování věcí a míry reálných lidských dopadů na náš socio-ekologický systém, může vést ke katastrofickým výsledkům. Abychom se vyhnuli chybám, musíme uplatňovat holistický přístup. Švédská nezisková organizace The Natural Step navrhla soubor podmínek, jež je třeba splnit pro to, aby bylo možné navrhnout systém, který se bude řídit principy cirkulární ekonomie.

### Odstraňování negativních externalit
Stále bojujeme s názorem, že ekonomický růst je nutně spjat se zhoršováním životního prostředí a kvality života. Tedy pokud hovoříme o environmentální politice, diskuse probíhá spíše o zmírňování negativních dopadů průmyslové výroby. Cirkulární ekonomika znamená přechod od minimalizace negativních dopadů k optimalizaci dopadů pozitivních.
Teorie omezení postuluje, že kdybychom v systému odstranili všechna omezení, dosahoval by nekonečného výkonu. Cradle to Cradle design se zaměřuje podobným směrem, leč míří k realističtějším výsledkům. Jedním ze základních principů je odstraňováním negativních externalit plynoucích z produkce, užívání i likvidace výrobků. Takovými externalitami mohou být třeba chemické výpary z nábytku, tapet, koberců, různých plastů či nátěrů, které zhoršují kvalitu ovzduší v domácnostech. To má i negativní sociální dopady v podobě nárůstu počtu astmatiků a ekonomické v podobě finanční zátěže pro veřejné zdravotnictví či rozpočty domácností.
Odstraňujeme tím princip přesouvání problémů do budoucna. V současnosti potřebujeme přilepit tapety, v budoucnu potřebujeme být zdraví. Cradle to Cradle design by nám měl umožnit obojí. Extenzí odstranění negativních externalit je kumulace všech možných pozitivních externalit. To v praxi znamená, že můžeme mít barvu, která nejen barví stěny a nezpůsobuje rakovinu, ale také čistí vzduch od oxidů dusíku.

### Někdy je lepší začít od začátku, nebo nedělat nic
Výrobky a služby obecně mají za cíl uspokojovat nějakou lidskou potřebu. Díky technologickému pokroku a vlastním environmentálním nárokům se obvyklá řešení, jak toho dosáhnout, mohou stále častěji zdát neakceptovatelná. Je potom lepší se zamyslet, jak jinak, než pouze zmírňováním negativních externalit, potřebu uspokojit. Posuzování životního cyklu by mělo určit, která z variant, mezi nimiž vybíráme, je udržitelnější. Volba může vypadat následovně: nechat si opravit starý mobilní telefon, a tím pádem nevytvářet odpad a nečerpat přírodní zdroje, nebo si koupit nový, vysoce energeticky efektivní, který vám pomůže zvýšit pracovní produktivitu a je lepší pro váš zrak. Nové hybridní SUV může mít horší dopady než sedan s běžným spalovacím motorem. Někdy je také možné od výroby produktu upustit úplně, což je nejjistější způsob eliminace negativních externalit.

## Koncepce určující rámec cirkulární ekonomiky

### Biomimetika
William McDonough uvádí: „Zkusme navrhnout něco tak elegantního jako strom. Představte si, že by se nám podařilo navrhnout něco, co produkuje kyslík, zadržuje uhlík, zpracovává dusík, využívá solární energie, čistí vodu, vytváří komplexní sacharidy, produkuje jídlo, má vlastní mikroklima, mění barvy s ročními obdobími, samo se reprodukuje…“ Příroda je pro nás vzor efektivity výrobních řetězců, ale také měřítko ke srovnání našich inovací.

### Průmyslová ekologie
Je obor, který studuje materiálové a energetické toky v rámci průmyslových podniků a výrobních řetězců. V rámci industriálních ekosystémů jde o vytváření a následné aplikování modelů jakýchsi uzavřených smyček, v nichž je odpad vnímán jako potenciální výrobní vstup. Klade důraz na holistický přístup a braní ohledu na lokální ekologická omezení i případný globální dopad zamýšlené výroby.

### Cradle to Cradle
Pojem, který vymyslel švýcarský architekt Walter R. Stahel, který byl zastáncem výroby a spotřeby kvalitních materiálů s dlouhou životnost s možností opětovného použití, opravy nebo modifikací. Je spoluzakladatelem Product Life Institutu v Ženevě. Myšlenky jeho a jemu podobných vyústily v to, o čem dnes mluvíme jako o cirkulární ekonomice, kde průmyslové podniky samy kladou důraz na kvalitu výrobků, jejich recyklovatelnost, minimalizaci produkce odpadu, lokální zaměstnanost, produkci i spotřebu a efektivní využívání zdrojů obecně.
Další posun nastal díky Michaelu Braungartovi a Williamu McDonoughovi, kteří tento koncept začali popularizovat na začátku tisíciletí, a díky nimž se nyní dostává do politického mainstreamu.

### Modrá ekonomie
Koncept vytvořený belgickým businessmanem Guntrem Paulim. Modrá ekonomie je open source iniciativa, složená z několika případových studií, jíž Pauli předložil Římskému klubu. Je založena na 21 základních principech. Navrhuje sdílení vědeckých poznatků pomocí open-source komunikačních platforem a imitaci procesů běžných v přírodě. Dělá výraznou distinkci mezi cenou a hodnotou věcí.

## Cirkulární ekonomika v České republice
Koncepce cirkulární ekonomiky pomalu proniká i do České republiky. Pro rozvinutí veřejné debaty o změně socioekonomických vzorců v ČR je zásadní situace v západní Evropě. Velký vliv hraje především Evropská unie a její politika, směřující k podpoře udržitelného rozvoje. EU je také významným zastáncem cirkulárně ekonomického přístupu. Mezi roky 2011 a 2015 probíhala kampaň EU Generation Awake, která upozorňovala na problémy spojené s odpady. Evropská komise vydala 2. července 2014 nové sdělení k tzv. cirkulární ekonomice s názvem "Towards a circular economy: A zero waste programme for Europe". Koncem roku 2015 by pak měla předestřít ambiciózní strategii pro cirkulární ekonomii. V České republice se začátkem roku 2015 etabloval Institut Cirkulární Ekonomiky, z. ú., který se zaměřuje na edukační i praktickou činnost směřující k analýze monitoringu odpadů. Institut cirkulární ekonomiky provozuje mimo jiné informační portál Zajímej.se, jehož účelem je poskytovat novinky z oblasti cirkulární ekonomiky a udržitelnosti, a web Uplatni.se, který slouží k poskytování a hledání pracovního uplatnění v oblasti cirkulární ekonomiky.
V červnu 2015 uspořádala nezisková organizace Byznys pro společnost jednu z prvních debat na problematiku CE s názvem BYZNYS VIZE 2015 aneb cirkulární ekonomika v praxi. O cirkulární ekonomice v ČR v praxi referuje na svých stránkách Asociace společenské odpovědnosti firem. Příkladem udržitelné výroby je např. projekt FOREWEAR, který v partnerství s Chráněnými dílnami Fokus Vysočina vyrábí funkčně-designové výrobky z recyklovaného materiálu, šité švadlenkami v Chotěboři. Značka Trash Made představuje kolekci originálních šperků, módních a bytových doplňků vyrobených z recyklovaných materiálů. Brněnská RE: PARÁDA podporuje ideu recyklace a tvorbu mladých návrhářů. Značka Infiberry, která se zabývá ekologickými řešeními pro nákup a skladování potravin, v první polovině roku 2015 představila produkt Frusack, kompostovatelnou alternativu plastového sáčku, který dovoluje dlouhodobé užívání a nepředstavuje ekologickou zátěž. Ucelená kniha Cirkulární ekonomie a ekonomika, prof. Eva Kislingerová a kolektiv, GRADA 2021 ISBN 978-80-271-4619-2 .